# Ляшенко Микола Андрійович
Микола Андрійович Ляшенко (нар. 15 квітня 1991, Кривий Ріг, УРСР) — український футболіст, півзахисник.

## Біографія
Вихованець «Кривбаса» (Кривий Ріг), у молодіжному складі якого дебютував 4 квітня 2008 року. Другу половину сезону 2009/10 провів у молодіжному складі «Дніпра», з сезону 2010/11 повернувся до «Кривбаса». За головну команду не зіграв жодного офіційного матчу. 
Улітку 2012 року перейшов до друголігового криворізького «Гірника», де виступав упродовж сезону. Після чого перейшов до команди першої ліги: «УкрАгроКом». Згодом тривалий час виступав в аматорських змаганнях України. З 2017 року знову розпочав грати за професійні клуби, а саме сезон 2017/18 провів у командах: «Дніпро-1» та «Нафтовик-Укрнафта».
З 2018 року із перервами виступав за «ВПК-Агро», з яким пройшов шлях від аматорів до клубу першої ліги України. Перед стартом сезону 2021/22 підписав контракт з клубом «Перемога», а вже у серпні наступного року став гравцем «Буковини».

## Досягнення
«Дніпро-1»
- Срібний призер Другої ліги України (1): 2017/18 (1-а ч. с.)

«ВПК-Агро»
- Чемпіон України серед аматорів (1): 2018/19 (1-а ч. с.)

## Статистика
Станом на 4 листопада 2022 року
| Турніри                      | Матчі | Кількість забитих м'ячів |
| ---------------------------- | ----- | ------------------------ |
| Перша ліга України           | 50    | 3                        |
| Кубок України                | 7     | 1                        |
| Друга ліга України           | 51    | 1                        |
| Молодіжний чемпіонат України | 89    | 5                        |
| Всього за кар'єру            | 197   | 10                       |